# Wespentaille

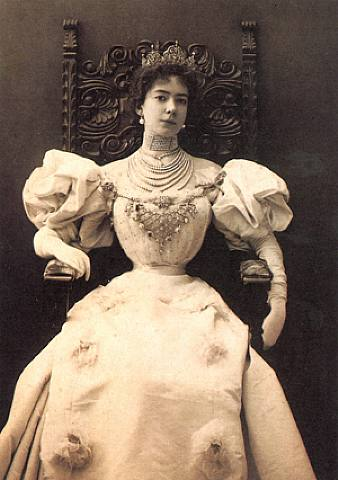
Olga de Meyer Caracciolo, 1902

Mit Wespentaille wird in der Mode eine besonders schmale, betonte Taille bezeichnet (so wie auch die Taille einer Wespe, der Insekten-Unterordnung der Taillenwespen). Besonders in der Damenmode wird die Wespentaille von Zeit zu Zeit als anzustrebendes Ideal festgelegt. Die Verschmälerung der Taille erfolgt vor allem durch Korsetts, aber auch durch Gürtel, elastische Miederwaren, Korseletts, Corsagen.

## Wortbedeutung und Geschichte
Die Wespentaille ist eine „modisch enge taille wie bei einer wespe…“ Obwohl diese Bezeichnung zumeist auf Frauen angewendet wird, gibt es in der Literatur auch Beispiele für Männer. So beschrieb E. T. A. Hoffmann in seinen Poetischen Werken das Aussehen einiger Männer als „junge Herren mit Wespentaillen, turmhohen Hüten, Kosakenhosen und goldenen Sporen.“

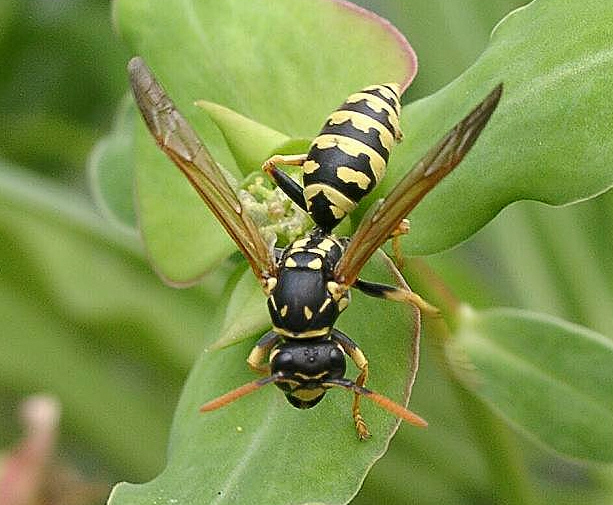
Polistes gallicus mit Wespentaille

Die vermutlich älteste Erwähnung der Wespentaille findet sich beim Bibliothekar der Fatimiden Asch-Schabuschti (oder Sabusti, gestorben 1008) in dessen Buch über Klöster im islamischen Bereich. Dort wird folgendes Gedicht dem Kalifen Almanon zugeschrieben. Es bezieht sich auf christliche Mädchen des Hofstaates, die einen sogenannten Christengürtel trugen (siehe Dhimma), der wohl für die Taille verantwortlich war. Es lautet (zitiert nach der Übersetzung von H. Preißler):
Wie Gazellen, wie goldene Dinare, lieblich in weißen Gewändern sind sie.

Palmsonntag hat sie zu uns geführt mit ihren schönen Gürteln

Lange Locken haben sie, Schwalbenschwänzen gleichen sie.

Zarte Taillen haben sie, Wespen gleichen sie.
Besonders ausgeprägt waren die weiblichen Wespentaillen in Zeiten der Verwendung enger Korsetts mit starker Schnürung. Dies war vor allem im späten 17. und 18. Jahrhundert, zwischen ca. 1840 und 1910, und nach dem Zweiten Weltkrieg in den späten 1940er- und 1950er-Jahren (New Look) der Fall. Um eine noch extremere Wespentaille zu erreichen, lassen sich manche Frauen sogar auch heute noch die unteren Rippenpaare chirurgisch entfernen.

## Medizinische Folgen

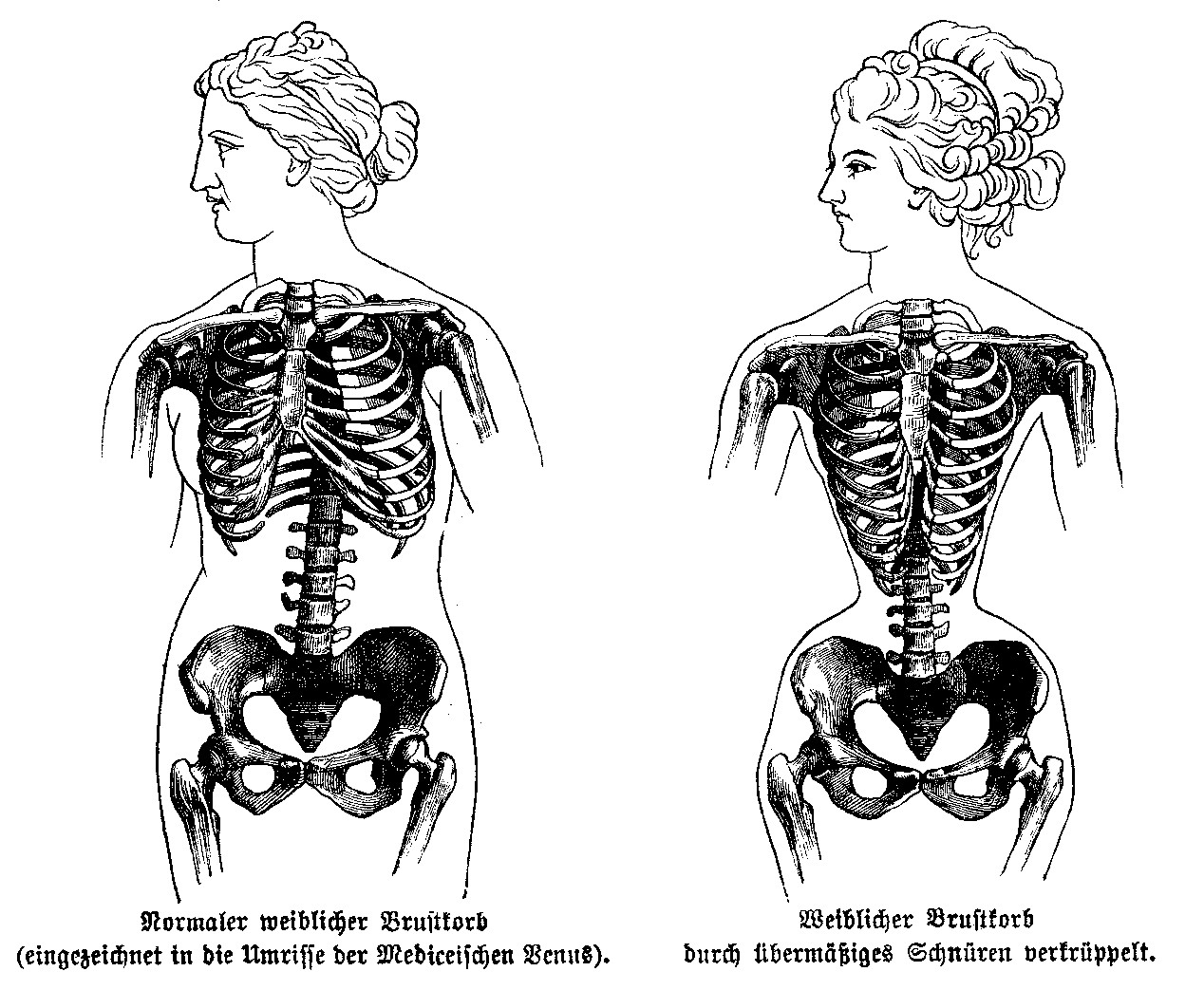
Deformierung des Brustkastens durch übermäßiges Schnüren der Taille mit Korsetts (Abb. von 1892)

Die Folge einer engen Einschnürung können Kurzatmigkeit oder Ohnmachtsanfälle sein. Nach längerer Gewöhnung treten diese Probleme jedoch meistens nicht mehr auf. Bei zu enger Schnürung über längere Zeit können die inneren Organe geschädigt werden. Auch eine von Natur aus besonders schlanke, ungeschnürte Taille wird gelegentlich als Wespentaille bezeichnet, obwohl in der Realität kein Taillenumfang vorkommt, der so schmal ist wie das historische Ideal.
In ihrem Buch Körperkultur der Frau beschrieb die Ärztin Rahel Hirsch das Streben nach einer Wespentaille mit den Worten:

„Wir sind in unserer Zeit in dieser Beziehung besser gestellt als zur Zeit der ‚Wespentaillen‘. Das war die Zeit, in der die Mädchen und Frauen Folterqualen erduldeten, […] Die Frauen und Mädchen, die keinen dienstbaren Geist zur Verfügung hatten, hängten die Korsettschnur an eine Türklinke, gingen bis ans Ende des Zimmers und erreichten so den nötigen Zug, um die Eingeweide zusammenzuquetschen. […] bei der ‚eng anliegenden Mode‘ war das Korsett ein Panzer, der auch die Hüften und Oberschenkel im extremen Falle zu schnüren hatte. Bei manchen Frauen und Mädchen [hinterließ dies] braun verfärbte Narben. […] Sobald die Rippen in ihrer Beweglichkeit gehemmt werden, muß die Atmung leiden, wird die Zirkulation beeinträchtigt. Ein schnürendes, den Körper zusammenpressendes Korsett ist gesundheitlich schädlich und ebenso vom ästhetischen Standpunkte aus zu verwerfen.“

Der Mediziner Carl Henning beklagte schon Jahre zuvor, dass die Modesucht jegliche Aufklärung und Belehrungen über die nachteiligen und gefährlichen Folgen wirkungslos bleibe und dies insbesondere bei Kindern zu bleibenden Schäden führe:

„Der […] Kampf der Ärzte gegen die Wespentaillen der Frauenwelt hat nun schon zwei Jahrhunderte gedauert, bis jetzt aber noch nicht vermocht, diese Unsitte für immer zu verbannen. […] am wirksamsten wird es sein, wenn jene unnatürliche, nur für einen verschrobenen Geschmack schön erscheinende, zusammengepreßte Taillenform des weiblichen Geschlechtes von seiten der Männerwelt durch Wort und Schrift als wahrhaft häßlich, lächerlich und verächtlich hingestellt wird. Denn alles Naturwidrige ist häßlich. […] Das Einzwängen unerwachsener Mädchen in die gewöhnlichen Schnürbürste ist in der That unverantwortlich. Dadurch wird nicht nur die für die Entwickelung des ganzen Körpers so notwendige freie kindliche Bewegung gehemmt, sondern es verkümmern auch durch den Druck und die Verschiebung die edelsten inneren Brust- und Unterleibsorgane, die blutbildende Leber, die Milz, die Nieren (Wanderniere!), ehe sie die Stufe vollendeter Ausbildung erreicht haben.“

Als Folge wurden auch Knickungen und Senkungen der Gebärmutter angesehen, die durch den Druck der Eingeweide, die bei der Einschnürung gewaltsam in den Beckenraum gepresst werden, die Lage und Durchblutung beeinflussen. Ein Zusammenhang der Einschnürungen mit Unfruchtbarkeit der Frauen oder plötzlichen Todesfällen war bekannt, ebenso wie Schädigungen der Leber (Schnürleber), Milz und Nieren.